# Fizjologia społeczna
Fizjologia społeczna (bądź też fizyka społeczna) – koncepcja nowej nauki, której powstanie postulował Henri de Saint-Simon. Zdaniem tego filozofa dynamicznemu rozwojowi przyrodoznawstwa w XVII i XVIII wieku nie towarzyszył równie dynamiczny rozwój wiedzy o społeczeństwie. Dlatego potrzebne było stworzenie nauki społecznej, która zmniejszyłaby te dysproporcje. Z tego powodu Henri de Saint-Simon był nazywany przez Georges'a Gurvitcha Janem Chrzcicielem socjologii. Często wskazuje się na wpływ jaki wywarł ten myśliciel na Auguste'a Comte'a, twórcę socjologii (Comte był osobistym sekretarzem Saint-Simona w latach 1817-1824).
Nazwy fizjologia społeczna bądź fizyka społeczna wzięły się z tego, że Saint-Simon pragnął, aby nowa nauka o społeczeństwie była ścisła tak, jak nauki przyrodnicze (chemia, biologia, fizyka). Wierzył on, że budową i rozwojem społeczeństwa rządzą pewne niezmienne prawa i że prawa te są możliwe do poznania. Poznanie tych praw umożliwi przewidywanie zjawisk społecznych, a nawet kierowaniem ich przebiegiem.

## Historyczne losy koncepcji
Nauka o społeczeństwie powstała pod nazwą socjologii, zaś za jej ojca uznawany jest Auguste Comte. Często zapomina się o prekursorstwie Saint-Simona i o jego koncepcji fizjologii społecznej. Myśl o możliwości kierowania zjawiskami społecznymi znalazła odzwierciedlenie w inżynierii społecznej, która wzbudza raczej negatywne emocje ze względu na jej wykorzystywanie w XX-wiecznych reżimach totalitarnych.